# الخميرة (بهلا)
الخميرة منطقة سكنية تقع في ولاية بهلا، التابعة لمحافظة الداخلية في سلطنة عمان. يقدر عدد سكانها بـ 6 نسمة حسب إحصاء عام 2010 التابع للمركز الوطني للإحصاء والمعلومات الحكومي. رمز المنطقة هو 50240233.

## الوصلات الخارجية
- المركز الوطني للإحصاء والمعلومات، سلطنة عمان